# Марес (Туніс)
Марес (араб. مارث) — місто в Тунісі. Входить до складу вілаєту Габес. Станом на 2004 рік тут проживало 10 923 особи.